# La Talaia (Castellet i la Gornal)
La Talaia és una muntanya de 269,1 metres que es troba al massís del Garraf, entre els municipis de Castellet i la Gornal (Alt Penedès) i de Vilanova i la Geltrú (Garraf).
Al seu cim s'hi han fet troballes ibèriques. El topònim és documentat amb aquest nom el 1358 en una disposició reial per tal d'erigir senyals de jurisdicció. Posteriorment serví de límit durant la creació de la parròquia de Sant Antoni i s'hi van plantar una sèrie de fites que han arribat fins als nostres dies.
El 1954 s'hi va clavar una creu de ferro, el 1960 s'hi construí un cocó i el 1964 una capelleta amb la Mare de Déu de Montserrat. El 2000 s'hi va instal·lar una torre de guaita de nou metres d'altura. El setembre de 1988 i el juny de 2012 la muntanya va ser afectada per importants incendis.
Des del cim es veu a l'oest, Rocacrespa, l'ermita de Lurdes, el pantà de Foix, les serralades del Penedès i el Montmell, cap a migdia i llevant, la plana de la costa del Garraf des de Sitges fins a Cubelles amb les petites serralades litorals. Caminant per la carena de la serra de Bonaire s'arriba al Pla de les Palmeres, entre d'altres recorreguts possibles. Des del cim es pot baixar cap a la Fita dels Tres Termes.
L'Agrupació Excursionista Talaia de Vilanova i la Geltrú duu el nom en record d'aquesta muntanya.